# Sadocepheus foveolatus
Sadocepheus foveolatus är en kvalsterart som beskrevs av Malcolm Luxton 1988. Sadocepheus foveolatus ingår i släktet Sadocepheus och familjen Cepheidae. Inga underarter finns listade i Catalogue of Life.